# Гайнц Гунгерсгаузен
Гайнц Гунгерсгаузен (нім. Heinz Hungershausen; 5 грудня 1916, Марбург — ?) — німецький офіцер-підводник, капітан-лейтенант крігсмаріне.

## Біографія
3 квітня 1936 року вступив на флот. З 20 квітня 1943 по 26 лютого 1944 року — командир підводного човна U-91, на якому здійснив 3 походи (разом 136 днів у морі).

## Звання
- Кандидат в офіцери (3 квітня 1936)
- Морський кадет (10 вересня 1936)
- Фенріх-цур-зее (1 травня 1937)
- Оберфенріх-цур-зее (1 липня 1938)
- Лейтенант-цур-зее (1 квітня 1939)
- Оберлейтенант-цур-зее (1 жовтня 1940)
- Капітан-лейтенант (1 жовтня 1943)